# Aeroportul Minami-Daito
Aeroportul Minami-Daito (IATA: MMD, ICAO: ROMD) este un aeroport din Minamidaitō⁠(d), Shimajiri District⁠(d), Prefectura Okinawa, Japonia. Aeroportul a fost tranzitat în 2023 de 48.369 de pasageri. A fost numit după Minamidaitō Island⁠(d).
Situat la o altitudine de 48 m, aeroportul dispune de o singură pistă. Este operat de Prefectura Okinawa.